# Ding (Zhou-König)
König Ding von Zhou (chinesisch 周定王, Pinyin Zhōu Dìng Wáng), persönlicher Name Ji Yu, war der einundzwanzigste König der chinesischen Zhou-Dynastie und der neunte der östlichen Zhou. Er war ein Sohn von König Qing von Zhou und Bruder von König Kuang von Zhou.
Er schickte einen Beamten namens Wangsun Man, um der Chu-Armee Geschenke zu überreichen. Er traf Prinz Zhuang.

## Familie
Ehefrau:
- Ding von Zhou, aus dem Jiang-Klan von Qi (周定後 姜姓), möglicherweise eine Tochter des Herzogs Hui von Qi; geheiratet 603 v. Chr.

Söhne:
- Prinz Yi (王子夷; gest. 572 v. Chr.), regierte als König Jian von Zhou von 585–572 v. Chr.